# Violinofon

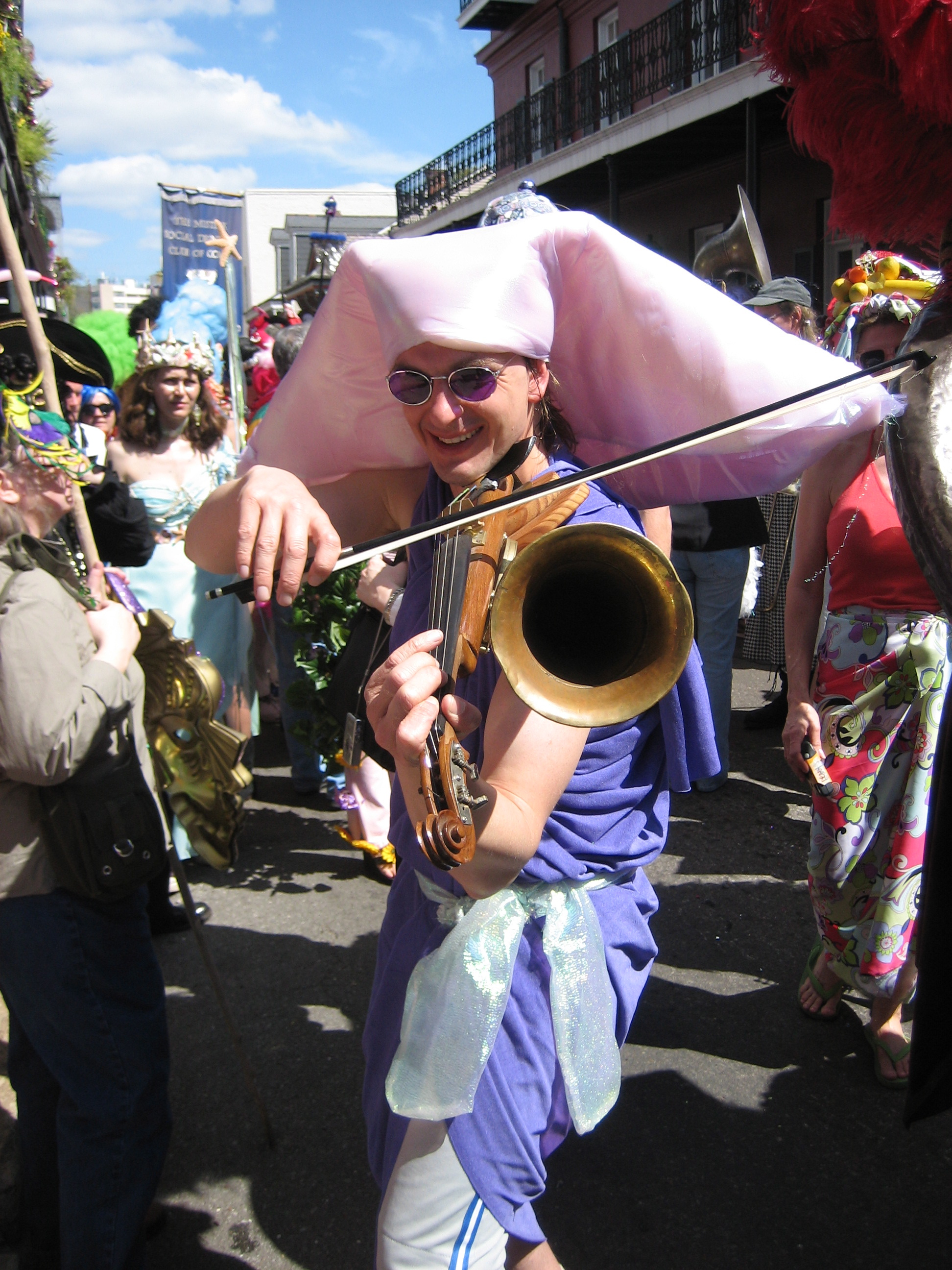
Violinofonos az utcán

A violinofon, vagy más néven Stroh hegedű egy olyan, hegedűre épülő vonós hangszer, amelyben a hang egy kürthöz hasonló réz szerkezeten megy keresztül, ezáltal inkább egy rézfúvós-, mint egy vonós hangszerre hasonlít a hangja.
Nevét Ausztriából bevándorolt amerikai tervezőjéről (John M. A. Stroh) kapta.
Hangereje sokkal nagyobb, mint eredeti társáé, ezért a fonográf felvételek idejében ezt használták felvételhez, nem az „eredeti” hegedűt. Másik előnye a fonográffelvételekkor, hogy hangzása, tónusa kevésbé sokszínű, azonban emiatt, amikor az 1920-as években elterjedt az elektromos mikrofon, ezek a hangszerek teljesen eltűntek.
Manapság csak egy-két hangszerjátékos, többek közt Tom Waits használja az érdekes hangszíne miatt.

## Külső hivatkozások
- Smithsonian Institution HistoryWired cikke

A hangszert nevezik még kürtöshegedű-nek, tölcséres hegedűnek is, népzenei előfordulása miatt azonban lehetséges, hogy nem pontosan ugyanarról a hangszerről van szó.